# Tadeusz Wierucki
Tadeusz „Thadee“ Wierucki (* 23. Dezember 1934 in Lüttich; † 8. März 2015 in ebenda) war ein belgischer Radrennfahrer mit polnischen Wurzeln.

## Sportliche Laufbahn
Nach Edward Klabiński war der in Belgien lebende Tadeusz (auch Thadeusz) Wierucki der zweite Pole, der mit einer polnischen Lizenz bei der Tour de France fuhr. 1984 wurde er belgischer Staatsbürger.
Wierucki stammte von polnischen Eltern ab. Sein Vater wanderte 1924 nach Belgien aus und heiratete dort eine Polin. Tadeusz hatte drei Brüder und drei Schwestern. Sein ältester Bruder betrieb ebenfalls Radsport. Er arbeitete in einem Walzwerk; 1953 bekam er seine Lizenz als Radrennfahrer. 1956 erzielte er seine beiden ersten Siege; ein Jahr später hatte er sieben Siege erzielt, 1958 hatte er 16 Rennen gewonnen, darunter eine Etappe der Tour de la Province de Namur. Sein Trainingspartner war der Radprofi Jean Brankart. 1958 nahm er Kontakt mit dem polnischen Radsportverband auf, der ihn für die UCI-Straßen-Weltmeisterschaften nominierte, da er noch die polnische Staatsbürgerschaft besaß. Im Gegenzug verpflichtete er sich zum Start in der Polen-Rundfahrt. Im Weltmeisterschaftsrennen fuhr Wierucki in der Spitzengruppe und kam beim Sieg von Gustav-Adolf Schur auf den 8. Platz. In der folgenden Polen-Rundfahrt schied er nach gesundheitlichen Problemen aus.
1959 wurde er Berufsfahrer im Radsportteam Saint-Raphaël-Geminiani-Dunlop. Er bekam kein festes Gehalt, aber Rennmaterial und Bekleidung. Nach guten Ergebnissen in belgischen Rennen wurde er zur Tour de France eingeladen, in der er in einem internationalen Team startete. Auf der 20. Etappe schied er aus. Nach der Tour nominierte ihn der polnische Verband für das Weltmeisterschaftsrennen der Berufsfahrer in Zandvoort. Dabei wurde er auf dem 13. Rang klassiert. 1960 startete er erneut in einem internationalen Team in der Tour, schied wegen Kniebeschwerden aber bereits nach zwei Etappen aus. Im Rennen der UCI-Straßen-Weltmeisterschaften 1960 kam er nicht ins Ziel.
Nachdem sein Vertrag nicht verlängert worden war, fuhr er 1961 als Profi ohne festen Vertrag. Sein letzter Sieg gelang ihm im Eintagesrennen Brüssel–Charleroi–Brüssel. Zum Ende der Saison beendete er seine Laufbahn.